# Scotophaeus microdon
Scotophaeus microdon är en spindelart som beskrevs av Lodovico di Caporiacco 1933. Scotophaeus microdon ingår i släktet Scotophaeus och familjen plattbuksspindlar.
Artens utbredningsområde är Libya. Inga underarter finns listade i Catalogue of Life.